# Високі широти
Висо́кі широ́ти (англ. high latitude) — це полярні області Землі, тобто територія за полярними колами: на північ від Північного полярного кола і на південь від Південного полярного кола. Поняття "високі широти" є умовним і приблизним, тобто нема точного визначення, де проходять межі між високими, середніми і низькими широтами. 
У високих широтах обох півкуль розташовані холодні теплові пояси. Кліматичні умови цих територій визначаються насамперед низькими температурами, тому тут розташовані полярні (арктичний і антарктичний) кліматичні пояси та субполярні (субарктичний і субантарктичний) перехідні кліматичні пояси. 
Океанічний арктичний тип клімату формується в полярних областях Північної півкулі над арктичною кригою. У Південній півкулі над Антарктидою формується континентальний антарктичний тип клімату з найсуворішими кліматичними умовами на Землі.
Субарктичний клімат формується на островах та узбережжях Північного Льодовитого океану, субантарктичний, відповідно, на узбережжях Антарктиди.